# Лютенська сільська рада
Лютенська сільська рада — колишній орган місцевого самоврядування у Гадяцькому районі Полтавської області з центром у селі Лютенька.
Площа – 20350,1га (в т.ч. орні землі – 8594,65 га, ліси – 8756,8 га). Населення – 3478 осіб.

## Населені пункти
Сільраді були підпорядковані населені пункти:
- c. Лютенька
- с. Юр'ївка

## Історія
У 1920 роках створена на основі Лютенської волості.
Радянську владу проголошено у січні 1918 року. Після вигнання денікінців  15.12.1919  у Лютенці створено волосний ревком  на чолі з І.Перевалою, а в травні 1920 року спалахнуло селянське антибільшовицьке повстання під проводом Леонтія Христового, яке згодом охопило територію Гадяцького, Зінківського, Миргородського та інших повітів Сумщини та Полтавщини і тривало до середини липня 1921 року.
На 07.09.1923 року Лютенька – центр сільради, якій підпорядковані  6 населених пунктів, 10520 жителів. Того ж року створено  сільськогосподарську артіль “Першотравневий день”, проведено осушення боліт на території села (солонці), розпочато посадку сосни на піщаних вигонах, які займали площу понад 2 тис. га. 
У 1928 році розпочала роботу артіль по видобутку торфу, який тривав аж до 70-х років. Цього ж року побудовано лікарню на 25 ліжок. 
У 1930 році  виникла ще одна артіль - колгосп імені Т.Г.Шевченка  (1933 року  розукрупнився  на 5 колгоспів ) . 
1930 року збудовано сільбуд на 360 місць. 
У 1932 році став до ладу коноплезавод. 
6 грудня 1932 року постановою Уряду України за “злісне невиконання плану хлібозаготівель” серед шести сіл України Лютеньку було занесено на республіканську чорну дошку. В селі  закрили школи, млини, олійниці, магазини, продукти з яких було вивезено в Гадяч, заборонили виїзд жителів з села, керівників якого було віддано під суд і засуджено до розстрілу. В Лютеньку прибула буксирна бригада 300 чоловік з Києва, Харкова, Гадяча, яка приступила до масового вилучення продуктів у населення, яке вже страждало від голоду. За найскромнішими підрахунками від голодомору в Лютеньці загинуло понад 2 тис. чоловік. 
1939 рік - 8832 жителів (по сільраді).
У 1974 році два колгоспи: “Заповіт Леніна” та імені Т.Г. Шевченка  об’єднано в один  під назвою останнього. У цей період в Лютеньці  знаходилася  центральна садиба колгоспу (м’ясо-молочного і зернового напряму, тех. культури), відділення зв’язку, овочевий та коноплезавод, Безвіднянське і Лютенське лісництва, середня  і неповна середня школи, лікарня, будинок ветеранів війни та праці, 3 дитсадки (на 110 місць), Будинок культури на 450 місць, сільська бібліотека (21,1 тис. од. зб.), спортзал, стадіон.
У 1992 р. збудовано на кошти ксп імені Шевченка середню школу на 500 місць.
Станом на 2009 рік К-сть населення – 3478, к-сть дворів – 1407.

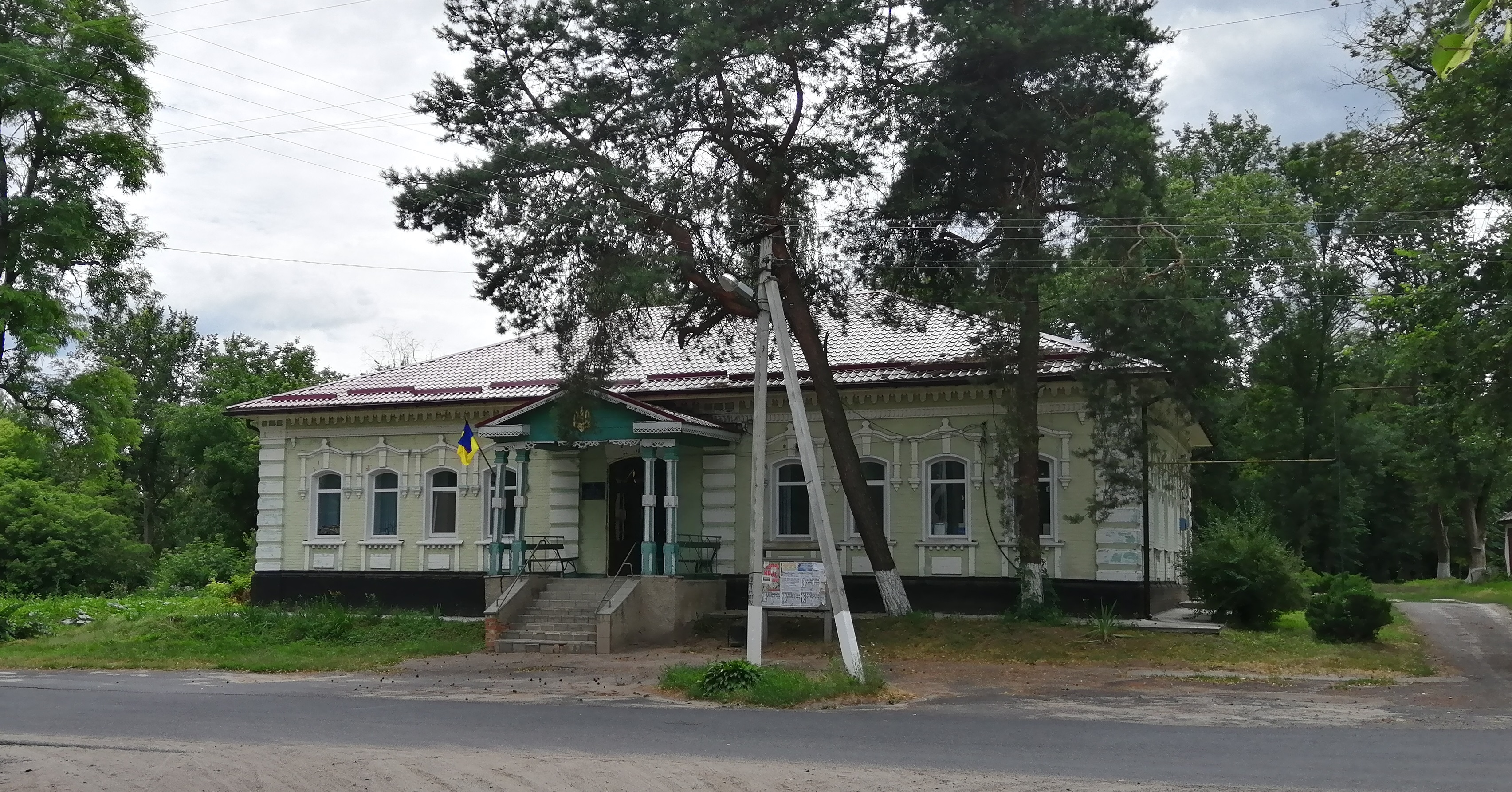
Будівля сільської ради С.Лютенька
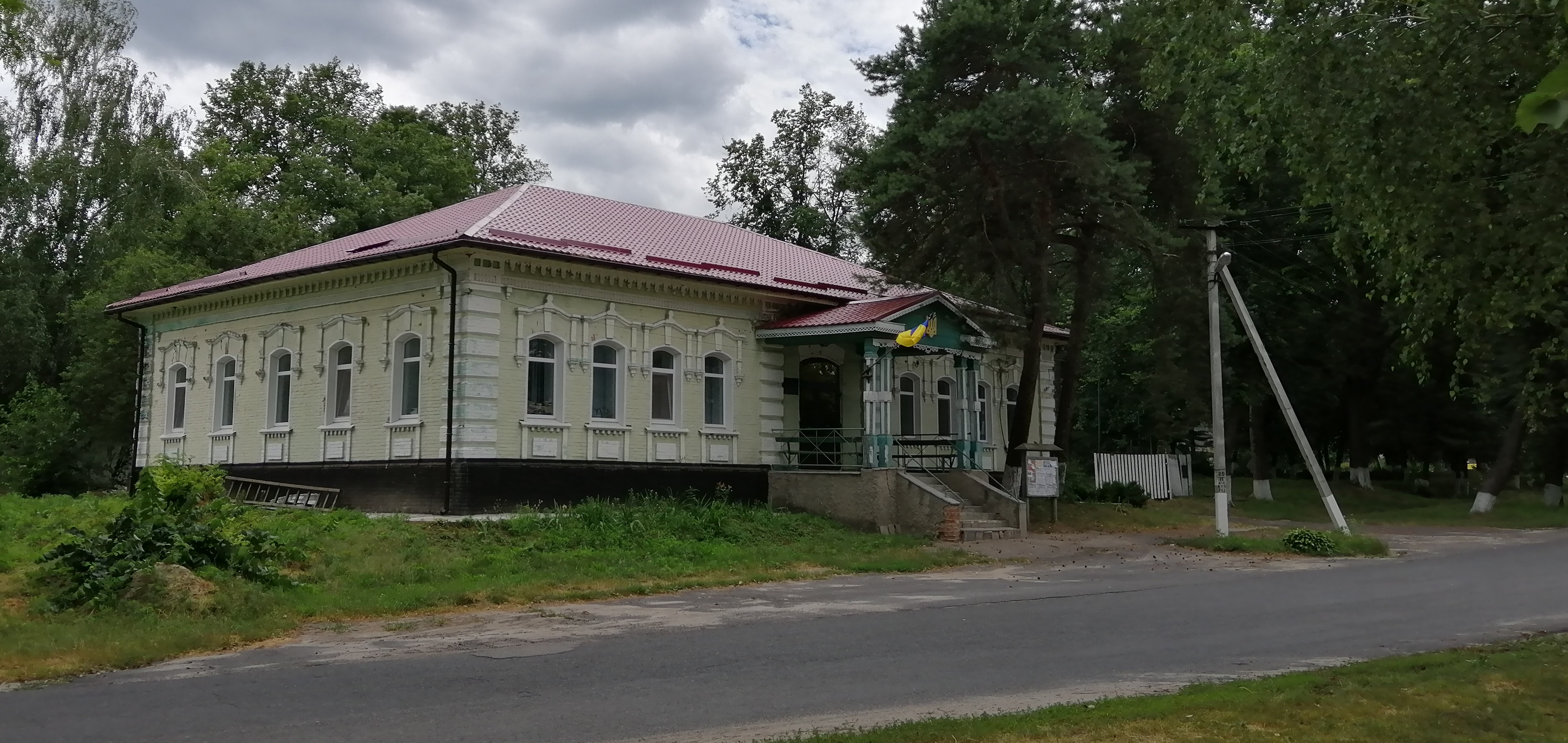
Будівля сільської ради С.Лютенька